# Przysłop (Pasmo Jałowieckie)
Przysłop – położona na wysokości 661 m przełęcz w Paśmie Jałowieckim, które w regionalizacji fizycznogeograficznej Polski według Jerzego Kondrackiego zaliczane jest do Beskidu Makowskiego, w nowszej regionalizacji z 2018 roku do Beskidu Żywiecko-Orawskiego, a w najszerszym ujęciu do Beskidu Żywieckiego.
Przysłop znajduje się pomiędzy szczytami Kiczory (905 m) i Magurki (872 m). Biegnie przez niego granica między miejscowościami Stryszawa i Zawoja, obydwie w powiecie suskim, w województwie małopolskim. Na obydwu stokach przełęczy znajdują się należące do tych miejscowości osiedla, przez przełęcz przebiega droga ze Stryszawy Górnej do Zawoi. Na przełęczy znajduje się przystanek autobusowy, turystyczne tablice informacyjne, a nieco powyżej przełęczy, przy drodze w kierunku Magurki kapliczka.

## Szlaki turystyczne
Sucha Beskidzka Dworzec PKP – przełęcz Przysłop – Zawoja Centrum,
 przełęcz Przysłop – Kiczora – Arcygłówka – Solnisko – Kolędówki – Kolędówka – Babiarzówka – Opaczne – Jałowiec – Czerniawa Sucha – Lachów Groń – Koszarawa. Czas przejścia 6 h, ↓ 6:05 h.